# Parantica viridana
Parantica viridana är en fjärilsart som beskrevs av Corbet 1942. Parantica viridana ingår i släktet Parantica och familjen praktfjärilar. Inga underarter finns listade i Catalogue of Life.